# ویلهلم تورسلف
ویلهلم تورسلف (انگلیسی: Wilhelm Törsleff; ۲۶ نوامبر ۱۹۰۶ – ۱۸ ژانویهٔ ۱۹۹۸) ورزشکار، و قایقران قایق بادبانی اهل سوئد بود.